# Borough of Ashford
Borough of Ashford är ett distrikt (motsvarande kommun) i grevskapet Kent i England, Storbritannien. Distriktet har 135 610 invånare (2022). Enda större ort är Ashford. Ashford ingår inte i någon civil parish. Resten av distiktet är indelat i 44 civil parishes.